# YIHR-HR
Inicijativa mladih za ljudska prava – Hrvatska (eng. Youth Initiative for Human Rights, YIHR), neprofitna, nestranačka, nevladina udruga mladih za ljudska prava, smještena u Zagrebu.

## Povijest
YIHR Hrvatska je osnovan 2008. godine. U javnosti je poznata po zagovaranju politike pomirenja u postkonfliktnim društvima na području bivše Jugoslavije s posebnim fokusom na djelovanje unutar Hrvatske. Zalaže se za poštovanje utvrđenih činjenica pred nacionalnim i međunarodnim sudovima i presuda (poput MKSJ-a, MSP-a i MMKS-a te domaćih sudova), uvažavanje žrtava neovisno o njihovoj nacionalnosti ili pripadnosti određenoj religiji te slobodno i kritičko propitivanje rata u Hrvatskoj 1990-ih godina. Organizacija okuplja mlade stručnjake iz područja prava, povijesti, političkih znanosti, sociologije i novinarstva.
Inicijativa mladih za ljudska prava – Hrvatska kao dio regionalne mreže YIHR-a surađuje i s ostalim YIHR (Youth Initiative for Human Rights) organizacijama na regionalnoj razini (Srbija, Bosna i Hercegovina, Crna Gora, Kosovo) s općim ciljem sprječavanja ponavljanja nasilja na području bivše Jugoslavije. YIHR Hrvatska također sudjeluje u borbi za ljudska prava na europskoj i globalnoj razini kroz participaciju u nekoliko mreža i koalicija koje se zalažu za ljudska prava i demokraciju.